# Lobi di 486958 Arrokoth
Segue una lista dei lobi presenti sulla superficie di 486958 Arrokoth. La nomenclatura di 486958 Arrokoth è regolata dall'Unione Astronomica Internazionale; la lista contiene solo formazioni esogeologiche ufficialmente riconosciute da tale istituzione.
I lobi di Arrokoth portano nomi associati alla parola cielo espressa nei vari linguaggi dell'umanità.
Sono tutti stati identificati durante il sorvolo ravvicinato della sonda New Horizons, l'unica ad avere finora raggiunto Arrokoth.

## Prospetto
| Lobus       | Eponimo                     | Latitudine   | Longitudine  | Diametro |
| ----------- | --------------------------- | ------------ | ------------ | -------- |
| Weeyo Lobus | Weeyo - Cielo in fula.      | non definite | non definite | 15,4 km  |
| Wenu Lobus  | Wenu - Cielo in mapudungun. | non definite | non definite | 21,6 km  |